# System of a Down
System of a Down är ett amerikanskt alternativt metalband, grundat 1994 i Hollywood, Kalifornien. Bandet består av sångaren Serj Tankian, gitarristen Daron Malakian, basisten Shavo Odadjian och trumslagaren John Dolmayan. System of a Down släppte sitt självbetitlade debutalbum 1998, men fick sitt kommersiella genombrott 2001 med Toxicity. Tre av bandets album (Toxicity, Mezmerize och Hypnotize) har debuterat på plats 1 på Billboard 200. System of a Downs senaste album Hypnotize lanserades i november 2005.
Bandmedlemmarna har armeniskt, ursprung. Samtliga bandmedlemmar har släktingar som mördades under det armeniska folkmordet och de tillhör den armeniska diasporan. Även om bandmedlemmar inte vill beskriva System of a Down som ett politiskt band har bandmedlemmar engagerat sig för att sprida kunskap om det armeniska folkmordet och propagerat mot amerikansk militarism och totalitarism.
System of a Down gjorde ett uppehåll med start den 13 augusti 2006 och under några år framöver arbetade bandmedlemmarna med olika sidoprojekt. Den 29 november 2010 meddelades det att System of a Down hade återförenats och den 10 maj 2011 hölls den första konserten på närmare fem år. Ett sjätte studioalbum har diskuterats inom bandet. Den 6 november 2020 släppte System of a Down två låtar, vilket var det första nya materialet på 15 år. Sedan sin debut har System of a Down sålt över 40 miljoner kopior världen över.

## Historia

### Soil (1994–1995)
Rötterna till System of a Down ligger i det Los Angeles-baserade bandet Soil som Serj Tankian, Daron Malakian och Shavo Odadjian var med i. De hade alla gått på Rose and Alex Pilibos Armenian School, men på grund av åldersskillnaden dem emellan träffades de inte förrän 1993 när de arbetade på separata projekt i repetitions- och inspelningsstudion Nightingale Studios i Burbank, Kalifornien. Innan Soil grundades spelade Tankian keyboard i bandet Forever Young, Malakian var med i bandet Snowblind och Odadjian hade spelat i banden Roswell och Van Buren. Det var under sin tid i Forever Young som Tankian först träffade Malakian, där deras första samarbete var under låten "Waco Jesus", som Tankian hade skrivit rörande David Koresh.
Tankian och Malakian grundade Soil och de tog in två andra medlemmar: David "Dave" Hakopyan som basist och Domingo "Dingo" Laranio som trumslagare. Odadjian anslöt sig först till Soil som deras manager; han blev dock mot slutet av Soils verksamma karriär bandets kompgitarrist. Under 1994 lämnade Hakopyan och Laranio bandet eftersom de kände att det inte ledde någonvart. Soil hade då endast uppträtt under en konsert, vilket var på Café Club Fais Do-Do i Los Angeles. Soil spelade under 1995 in åtminstone en demokassett och bandets totala verksamma karriär var åtta månader.
Malakian har i efterhand sagt att han inte ansåg att Soil var det band som kändes rätt för honom utan att det först var när System of a Down grundades som han kände sig hemma. Tankian har beskrivit Soils låtar som väldigt komplexa och han hävdade att "man skulle kunna sätta ihop 7 eller 8 System-låtar till en enda Soil-låt." Malakian har sagt att Soils låtar var 6–7 minuter långa och att de var mer som riff snarare än färdiga låtar. Han har beskrivit Soils sound som om System of a Down skulle blandas med Rush och Frank Zappa. Det var när Malakian började komprimera Soils låtar och ge dem verser, refränger och melodislingor som System of a Downs musikstil skapades.
Soil skulle senare komma att bli namnet på en låt som inkluderades på System of a Downs debutalbum från 1998 och det är även namnet på en dikt i Tankians poesibok Cool Gardens från 2001.

### Bandets första tid (1994–1997)
Efter att Soil hade splittrats 1995 grundade Tankian, Malakian och Odadjian bandet System of a Down, vars namn är baserat på Malakians dikt Victims of a Down. Tankian och Odadjian ansåg dock att ordet "Victim" syftade på svaghet och Malakian föreslog då istället användningen av ordet "System", vilket de andra bandmedlemmarna godtog. Ursprungligen var Odadjian bandets manager, men han antog kort därefter rollen som bandets basist. Ontronik "Andy" Khachaturian fick rollen som trumslagare efter att System of a Down hade sökt en sådan i tre månader. Khachaturian kände Malakian sedan tidigare eftersom de hade spelat i Snowblind tillsammans. Dessa händelser ägde rum under 1994 fram till februari 1995, när bandet till sist hade en färdig uppsättning medlemmar.
System of a Down hade problem att få ett första gig eftersom de ännu inte hade släppt någon demoutgivning. Odadjian förklarade att "vi [System of a Down] inte hade några pengar, men vi ville uppträda. Jag jobbade på banken First Interstate och mellan kreditöverföringarna brukade jag ringa till Roxy [Theatre] och säga 'Kan du inte ge oss ett gig? Eddie, ge oss ett gig.' Han [Eddie] svarade då att 'Jag behöver en demokassett. Jag kan inte bara ge bort gig.' Fem minuter senare ringde jag igen. En dag fick Roxy nog och sade 'Okej då! Gå och sälj 75 biljetter.' Vi sålde 150 biljetter." Deras första uppträdande någonsin som System of a Down var på Roxy Theatre den 28 maj 1995.
System of a Down släppte fyra obetitlade demokassetter mellan 1995 och 1997. 1997 ådrog sig Khachaturian en handfraktur på fjärde och/eller femte metakarpalbenet efter att ha slagit hål i en vägg, vilket ledde till att han inte kunde spela trummor på minst ett år. Khachaturian valde då att lämna System of a Down för att istället grunda The Apex Theory tillsammans med bland annat den förre Soil-basisten David Hakopyan. System of a Down rekryterade en ny trumslagare vid namn John Dolmayan, som gick med i bandet tidigt under 1997. Enligt Odadjian var Dolmayan från början bara tänkt att vara en tillfällig medlem, men bandmedlemmarna blev imponerade av hans trumspelande och valde därför att behålla Dolmayan som en permanent medlem i System of a Down.
Under 1997 släpptes även bandets första albumlåt, i detta fall "P.L.U.C.K.", vilken lanserades på samlingsalbumet April 24. I juli detta år fick musikproducenten Rick Rubin upp ögonen för System of a Down efter deras konsert på The Viper Room i Hollywood, Kalifornien; bandmedlemmarna beskrev själva sina konsert under denna tid som "mörkröda upplevelser." Bandet började samarbeta med Rubin i september 1997 och samma år spelade de in en femte obetitlad demokassett, som låg till grund för deras debutalbum. System of a Down började även samarbeta med skivbolaget Velvet Hammer Music and Management Group och manager för bandet blev David "Beno" Benveniste, som hade påbörjat sitt samarbete med System of a Down under 1996.

### System of a Down(1998–2000)
I juni 1998 släppte bandet sitt självbetitlade debutalbum System of a Down, som bäst nådde plats 124 på den amerikanska Billboard 200-listan den 8 april 2000. Runt denna tid började System of a Down också att turnera och de var förband åt både Slayer och Metallica innan de själva fick möjligheten att uppträda på Ozzfest. I november 1998 medverkade System of a Down på Chef Aid: The South Park Album med låten "Will They Die 4 You" tillsammans med Mase, Puff Daddy och Lil' Kim. I maj 1999 lanserade bandet Sugar E.P., vilket var deras första EP.
Under en konsert på nattklubben The Troubadour i Los Angeles den 4 december 1999 fick Khachaturian, den tidigare trumslagaren, ersätta Tankian som sångare, då denne hade blivit sjuk och inte kunde uppträda. Khachaturian, som från början bara kom till konserten som en åskådare, förklarade att han fick lyssna in sig backstage på System of a Downs debutalbum och lära sig sjunga deras låtar på cirka 45 minuter innan han gick ut och uppträdde på scen. Han beskrev upplevelsen som "passande för dem [System of a Down] och rolig för mig." Andra gästsångare under denna konsert var Jared Gomes, John Garcia, Logan Mader och Jack Osbourne.
Under 2000 släppte bandet "Snowblind", vilket var en coverversion av låten med samma namn av Black Sabbath, på hyllningsalbumet Nativity in Black II: A Tribute to Black Sabbath. System of a Downs andra EP, Limited Edition Tour CD, lanserades även detta år och bandet gjorde sitt första TV-framträdande den 16 mars 2000, med låten "Spiders", på Late Night with Conan O'Brien. Under 2000 turnerade System of a Down på SnoCore Tour tillsammans med banden Incubus, Puya och Mr. Bungle. Detta år medverkade Odadjian och Dolmayan i musikvideon för "Angel's Son" och Tankian medverkade på "Starlit Eyes", där båda låtarna kom med på Snots andra studioalbum Strait Up.

### Genombrottet medToxicity(2001)
Genombrottet för System of a Down kom 2001, när bandet den 4 september släppte sitt andra album Toxicity. Albumet debuterade på plats 1 på Billboard 200 och den 13 september 2001 rapporterades en försäljning av 222 000 kopior i USA. Albumet låg i topp på Billboard 200 samma vecka som 11 september-attackerna ägde rum och i kölvattnet av dessa attacker tog Clear Channel Communications, den dåvarande ägaren av flest radiostationer i USA, fram en kontroversiell lista under namnet "Clear Channel memorandum". Listan tog upp låtar med "tveksamma låttexter" och rekommenderade att dessa låtar inte skulle spelas på radio. "Chop Suey!" från Toxicity var en av över 150 låtar som nämndes på "Clear Channel memorandum". Trots detta blev "Chop Suey!" en hit och låten nominerades 2002 till en Grammy Award i kategorin Best Metal Performance, men förlorade mot Tools "Schism".
Den 3 september 2001, dagen innan Toxicity släpptes, tänkte System of a Down hålla en gratiskonsert för att tacka alla sina fans för deras stöd och denna konsert skulle äga rum på en parkeringsplats i Hollywood. Antalet personer som arrangörerna räknade med skulle få plats på parkeringsplatsen var 3 500 personer, men uppskattningsvis mellan 7 000 och 10 000 personer fanns på plats när konserten skulle börja. På grund av säkerhetsrisken som detta medförde bestämde sig arrangörerna för att ställa in konserten precis innan bandet skulle gå på scen. Dock meddelades inte fansen att konserten var inställd och bandmedlemmarna nekades av arrangörerna att gå upp på scen för att berätta att det inte skulle bli något uppträdande. Fansen väntade i över en timme efter utsatt tid på parkeringsplatsen i hopp om att konserten skulle börja och efter att spänningen hade stigit började fansen att storma scenen. Ett upplopp bröt ut som varade i två timmar och resulterade i att sex personer greps av polisen. Kostnaderna för skadorna efter upploppet uppskattades till cirka $30 000. För att undvika liknande upplopp valde West Hollywood att ställa in bandets konsert dagen efter, som skulle ha hållits i skivbutiken Tower Records på Sunset Boulevard. Odadjian har i en intervju sagt att denna gratiskonsert som aldrig ägde rum fick stor uppmärksamhet i de lokala medierna, vilket han ansåg kan ha varit en av orsakerna till albumets höga försäljningssiffror veckan efter.
Under 2001 var System of a Down på turné i USA och Mexiko tillsammans med Slipknot. Under konserten den 20 oktober 2001 på Van Andel Arena i Grand Rapids, Michigan blev Odadjian trakasserad, etniskt förolämpad och fysiskt misshandlad av några väktare bakom scenen. Han fick efter attacken medicinsk hjälp av arenapersonalen och av polisen på plats. I mars 2003 stämde Odadjian DuHadway Kendall Security, vilket var företaget väktarna ifråga arbetade för. Trots denna incident blev turnén i sin helhet en succé och System of a Down uppträdde på Pledge of Allegiance Tour tillsammans med band såsom Slipknot, Rammstein och Mudvayne.

### Steal This Album!och andra musikaliska projekt (2002–2003)
Inför inspelningen av Toxicity hade 40 låtar skrivits och 33 av dem spelats in, där det slutgiltiga albumet innehöll 14 av dessa låtar. I maj 2002 läckte några av de övriga inspelade låtarna ut på internet under titeln Toxicity II. Denna läcka gjorde bandmedlemmarna mycket upprörda. Malakian beskrev det som att "vi hade förlorat kontrollen över våra egna låtar" och han jämförde det med att "sälja en konstnärs tavla som inte var färdigmålad." Malakian har även sagt att det inte var potentiell förlorad inkomst för bandmedlemmarna som gjorde dem upprörda utan att de låtar som hade läckt ut inte var de bästa versionerna som System of a Down kunde spela in. Bandet bestämde sig för att ta kontrollen över låtarna igen och de begav sig in i studion för att spela in nya versioner av flera av de läckta låtarna. Dessa släpptes sedan i november 2002 på albumet Steal This Album!, som bäst nådde plats 15 på Billboard 200-listan den 14 december 2002. Titeln på albumet är förmodligen inspirerad av Abbie Hoffmans bok Steal This Book, men kan även ses som en sorts respons till de personer som läckte Toxicity II. System of a Down valde att inte marknadsföra Steal This Album! i någon större utsträckning. Endast ett uppträdande skedde i samband med att albumet lanserades och det var en albumsignering på Tower Records i Glendale, Kalifornien. Utöver detta släpptes enbart en singel, "Innervision", från Steal This Album! och en musikvideo spelades in, vilket var till "Boom!".
Under denna tid arbetade även några av bandmedlemmarna med andra musikaliska projekt. 2002 grundade Tankian den ideella organisationen Axis of Justice tillsammans med Tom Morello. Enligt Morello uppstod idén om Axis of Justice efter att han och Tankian hade sett några personer i publiken på Ozzfest 2002 som förespråkade rasistiska bilder och symboler. Organisationen påbörjade ett samarbete med Anti-Racist Action kort därefter för att visa på att Axis of Justice främst stod för antirasism och antifascism. Livealbumet Axis of Justice: Concert Series Volume 1 släpptes sedan i november 2004. Tankian samarbetade även med Arto Tunçboyacıyan, vilket resulterade i lanseringen av albumet Serart i maj 2003 och detta år medverkade Tankian på albumet Bird Up: The Charlie Parker Remix Project med låten "Bird of Paradise". Malakian hade 2002 grundat bandet Scars on Broadway tillsammans med Casey Chaos och Zach Hill. I december detta år spelade de in några demolåtar på det som senare skulle bli känt som Ghetto Blaster Rehearsals. En av dessa låtar var en tidig version av "B.Y.O.B.", som System of a Down senare spelade in.

### MezmerizeochHypnotizesamt uppehållet (2004–2006)
I mars 2003 sade Malakian i en intervju att han "inte hade för avsikt att låta de nästa System-albumen låta exakt som de tre tidigare." Under 2004 pågick inspelningen av vad som skulle bli två stycken album: Mezmerize och Hypnotize. Det första av dessa, Mezmerize, släpptes i maj 2005. På albumet finns bland annat den Grammy Award-vinnande låten "B.Y.O.B.", vilket är en protestlåt mot Irakkriget. Det andra albumet, Hypnotize, släpptes ett halvår senare. Båda albumen nådde plats 1 på den amerikanska Billboard 200-listan. Detta gjorde System of a Down till det femte bandet/artisten någonsin som har haft två album under samma år som debuterat på plats 1 på Billboard 200-listan; de andra fyra är The Beatles, Guns N' Roses, 2Pac och DMX.

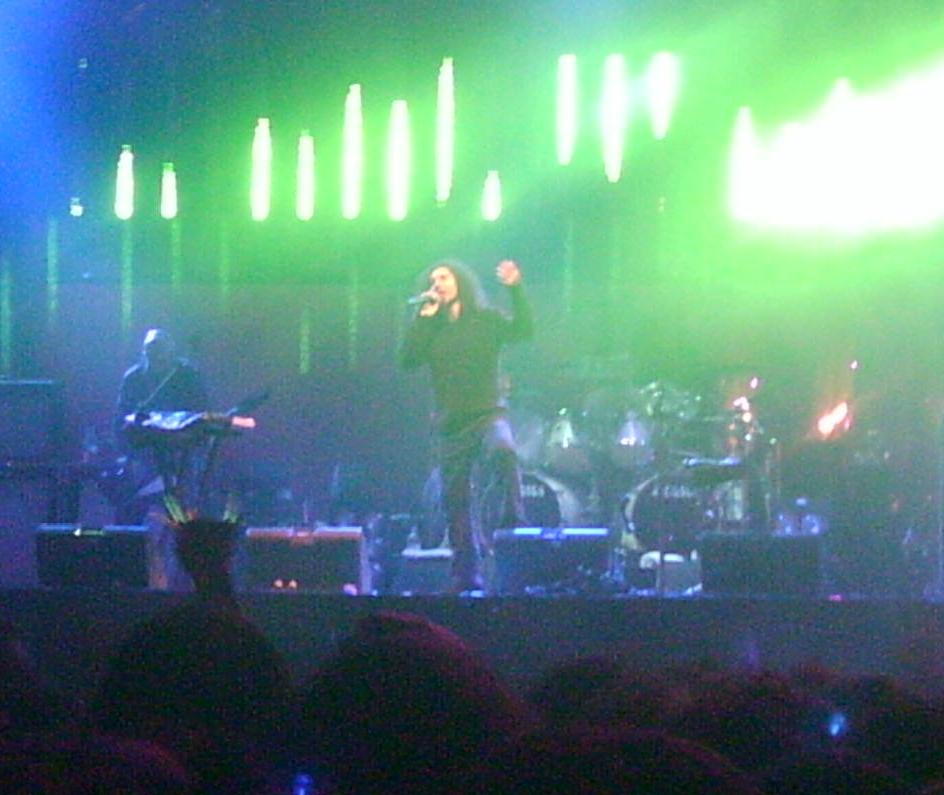
System of a Down uppträder på Download Festival i Donington Park, Leicestershire den 12 juni 2005.

Den 7 maj 2005 uppträdde System of a Down på Saturday Night Live. De framförde "B.Y.O.B." som innehåller en del svordomar, bland annat raden "Where the fuck are you?". Svordomarna censurerades av programmets producenter, men mot slutet av låten skrek Malakian ut "Fuck yeah!", vilket inte censurerades. Detta väckte en viss uppståndelse i USA och svordomen har censurerats i senare sändningar av programmet.
Under sommaren 2006 gav sig System of a Down ut på en avslutande turné för Mezmerize och Hypnotize. Den 13 augusti 2006 spelade bandet sin sista konsert tillsammans innan uppehållet, som skulle vara i nästan fem år. Denna konsert ägde rum i West Palm Beach, Florida, där bandmedlemmarna förklarade att även om de gjorde ett uppehåll från varandra skulle de återförenas i framtiden. Malakian förklarade det som att "vi [System of a Down] gör inte ett uppbrott. [...] Vi kommer att ta ett långt uppehåll ifrån varandra efter Ozzfest [2006] och göra våra egna saker. Vi har varit System i över 10 år och jag tror att det är hälsosamt för oss att vara ifrån det ett tag och sedan komma tillbaka till det senare." I juli 2018 förklarade Tankian att han var anledningen till att System of a Down gjorde ett uppehåll, vilket till stor del berodde på att han inte var nöjd med den riktning bandet var på väg. Tankian uppgav att det som låg till grund för hans missnöje gällde både den konstnärliga processen och jämlikheten inom bandet, främst berörande ägarskapet av andelarna till System of a Downs låtkatalog.
Några månader efter bandets uppehåll hade dokumentärfilmen Screamers premiär. Dokumentären, som syftar till att väcka uppmärksamhet runt det armeniska folkmordet som ägde rum 1915–1923, innehåller intervjuer och konsertmaterial med System of a Down, men Tankian ville göra det klart att det inte var en dokumentärfilm om själva bandet utan att filmens fokus ligger på det armeniska folkmordet. Screamers innehåller även en intervju med en av Tankians släktingar som överlevde folkmordet och det var tack vare denna intervju som Tankian själv valde att medverka i dokumentären. System of a Downs medverkan i dokumentären beskrevs av Ken Hachikian, dåvarande ordförande för Armenian National Committee of America (ANCA), som "väldigt väsentlig i kampen om att för evigt kunna få slut på cykeln av folkmord."
2007 nominerades låten "Lonely Day" till en Grammy Award i kategorin Best Hard Rock Performance, men förlorade mot Wolfmothers låt "Woman".

### Under uppehållet (2006–2010)

#### Daron Malakian och John Dolmayan

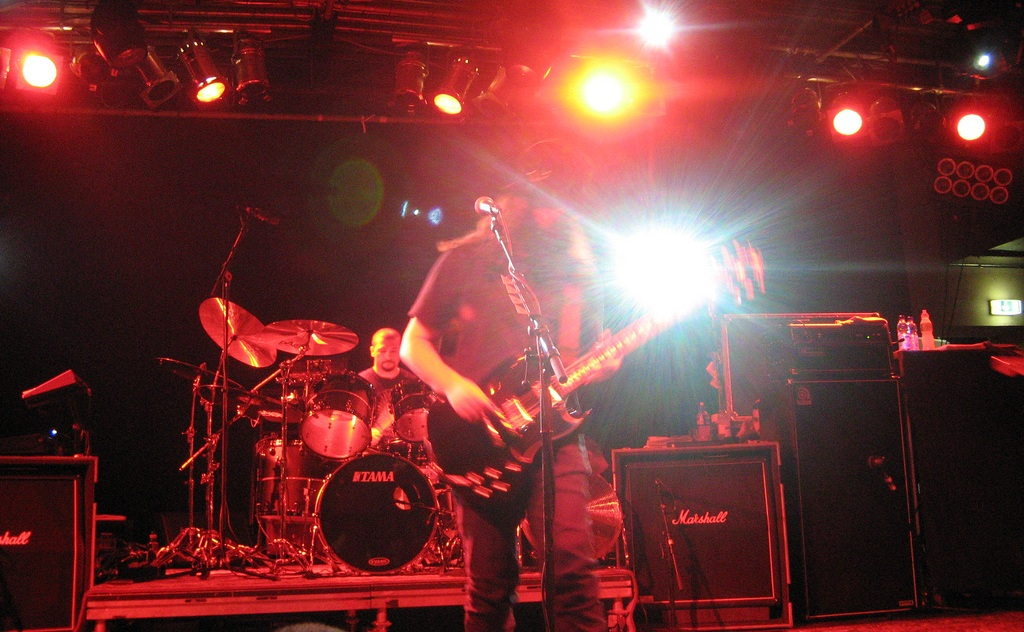
Malakian och Dolmayan under en konsert med Scars on Broadway den 3 september 2008.

Under 2006 valde Malakian att starta upp Scars on Broadway igen dock utan Chaos och Hill, som hade varit med i bandet under 2002–2003. Dolmayan anslöt sig till Scars on Broadway kort därefter och de båda började söka efter andra medlemmar till bandet. Franky Perez, Danny Shamoun och Dominic Cifarelli gick med i Scars on Broadway och tillsammans uppträdde de för första gången den 11 april 2008 på Whisky a Go Go. Scars on Broadway hade några veckor tidigare släppt sin första singel, "They Say", efter en nedräkning på deras hemsida. Scars on Broadway släppte sitt självbetitlade debutalbum i slutet av juli 2008, men i oktober samma år tog Malakian en paus från bandet eftersom han kände att "han inte var sugen på att turnera." Kort därefter hävdade både Cifarelli och Dolmayan att Scars on Broadway hade upplösts; dock svarade Dolmayan i maj 2009 på ett mer tvetydigt sätt när han fick frågan om Scars on Broadway någonsin kommer att spela in något mer material, då han sade att han inte var säker på om detta kommer att hända men att han saknar det. I augusti 2009 åkte Dolmayan, Perez, Shamoun och Cifarelli till Irak för att uppträda på en USO-konsert. Perez skrev sedan följande på sin Twitter-sida: "Repetitionen gick bra. Jag laddar upp låtlistan innan vi sticker härifrån. Scars-låtarna låter fantastiska, men det är inte detsamma utan D...". Den 16 mars 2010 skrev Greg Watermann, bandets fotograf, på sin Myspace-sida att Scars on Broadway skulle spela ihop igen snart, men att han inte vill bekräfta något mer. Bandmedlemmarna själva meddelade den 13 april 2010 att de skulle uppträda live på The Troubadour i Hollywood den 2 maj samma år. På konserten var Odadjian närvarande under två av låtarna. Den 29 juli 2010 släppte bandet singeln "Fucking".
Utöver Scars on Broadway medverkade Malakian på låten "Trouble Seeker" på Cypress Hills album Rise Up från 2010. Dolmayan medverkade 2007 på några låtar på Tankians debutalbum som soloartist, Elect the Dead. I april 2009 rapporterades det att Dolmayan hade provspelat för The Smashing Pumpkins, efter att Jimmy Chamberlin hade lämnat bandet. I juni samma år var Dolmayan med om att starta upp bandet Indicator tillsammans med vännerna Tom Capossela, Ryan Huber och Ryan Murphy. De spelade sin första konsert tillsammans den 22 juli 2009 på The Bitter End i New York. Dolmayan grundade även Torpedo Comics, en återförsäljare av serietidningar, under 2007. Bolaget hade dock vissa ekonomiska svårigheter och under 2010 auktionerades Torpedo Comics lagervaror ut på internet för att kunna betala av sina skulder.

#### Serj Tankian

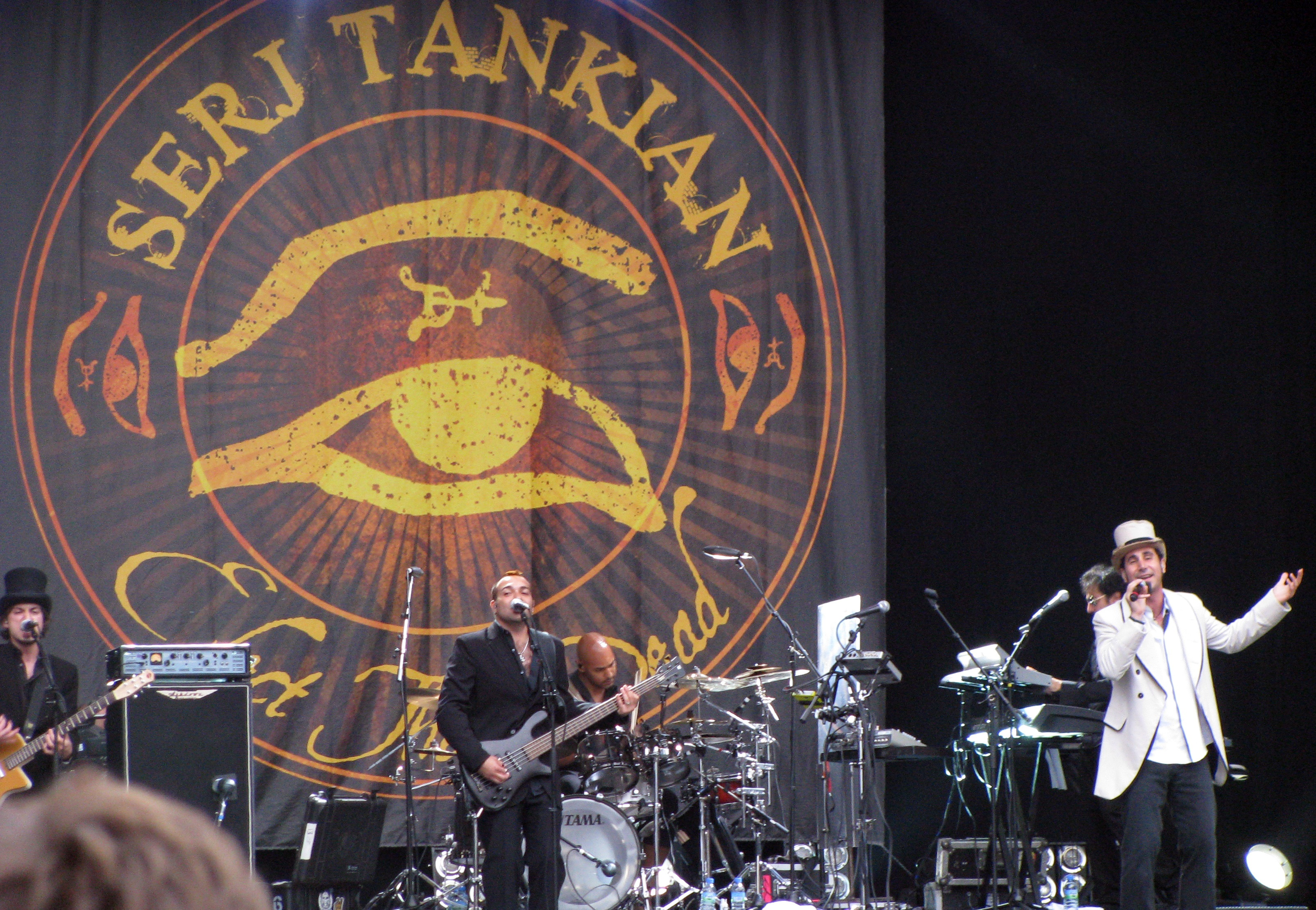
Tankian under en konsert med The F.C.C. den 28 augusti 2008.

2005, året innan uppehållet, medverkade Tankian på tre av låtarna på Bucketheads album Enter the Chicken, som lanserades via Tankians skivbolag Serjical Strike Records. Det var via detta skivbolag, tillsammans med Reprise Records, som Tankian i oktober 2007 släppte sitt debutalbum som soloartist, Elect the Dead. På albumet spelade Tankian de flesta instrument själv, men han tog hjälp av bland annat Dolmayan för trumspelandet och under liveuppträdanden medverkade kompbandet The F.C.C. Tankian var en av presentatörerna under MTV Europe Music Awards den 1 november 2007. Under de följande åren turnerade Tankian med låtarna från Elect the Dead fast i mars 2010 lanserades livealbumet Elect the Dead Symphony, som hade spelats in den 16 mars 2009 tillsammans med Auckland Philharmonia Orchestra. I september 2010 släppte Tankian sitt andra soloalbum, Imperfect Harmonies.

#### Shavo Odadjian

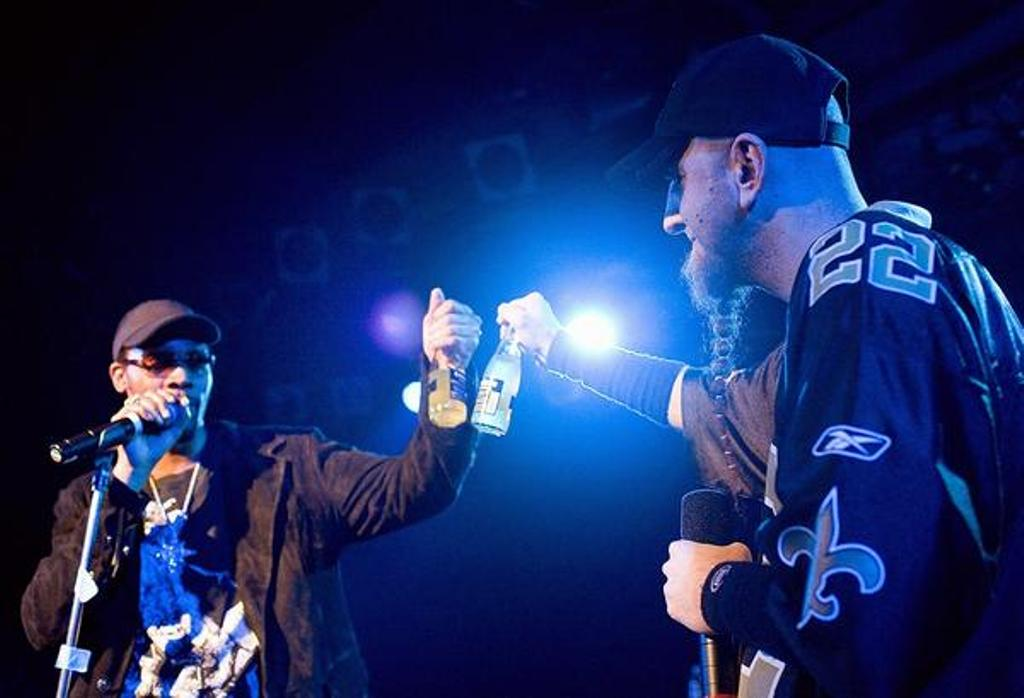
Odadjian (höger) tillsammans med RZA (vänster) under en konsert med Achozen den 22 april 2008.

Odadjian valde att grunda det experimentella hiphopbandet Achozen i maj 2006 tillsammans med RZA, Kinetic-9 och Reverend William Burke. Deras första konsert hölls den 1 december 2006 på Key Club i Los Angeles. Deras första singel "Deuces" lanserades den 22 april 2008 och låten spelas i början av filmen Babylon A.D. från 2008. Den andra låten som Achozen släppte var "Salute/Sacrifice" den 13 november 2009. Ett debutalbum planerades av Achozen under denna tid, men det dröjde till juli 2015 innan några nya låtar släpptes.
Förutom arbetet med Achozen startade Odadjian även en konst- och musikportal vid namn urSESSION i början av 2008. Han uppträdde även som discjockey, då under någon av pseudonymerna DJ Tactic eller DJ DecompozeR. Den 27 februari 2009 mottog Odadjian, tillsammans med filmskaparen Carla Garapedian, utmärkelsen GenNext's Community Hero Award av Armenian General Benevolent Union (AGBU) för sitt filantropiska arbete som en förebild för unga armenier i USA.

#### Rättegång gällande upphovsrätten för "B.Y.O.B."
I september 2006 hävdade Casey Chaos, en av de ursprungliga medlemmarna i Scars on Broadway, att han var en av upphovsmännen till "B.Y.O.B.", som hade lanserats som en singel av System of a Down året innan. Genom Maxwood Music Ltd. krävde han 50 procent royalties istället för de två procent han tidigare hade fått i gåva av Malakian. Maxwood Music Ltd. hade den 2 juni 2006 köpt upp Chaos upphovsrättigheter till "B.Y.O.B.", för $50 000 plus eventuella royalties, och det var nu upp till en domstol att avgöra om Chaos verkligen hade någon upphovsrätt till låten. Upphovsrättsansökan lämnades in till domstol av Maxwood Music Ltd. den 21 februari 2008 och den huvudsakliga rättegången varade mellan 30 november till 8 december 2009. Slutpläderingen i rättegången ägde rum den 4 februari 2010 och den 17 maj samma år kom domslutet, nämligen att Chaos hade förlorat tvistemålet och kvar som de rättmätiga upphovsmännen stod Malakian och Tankian.

#### Rykten om Eurovision Song Contest 2009 och tillfälliga återföreningar
I augusti 2008 började rykten spridas om en möjlig återförening av System of a Down inför Eurovision Song Contest 2009, som skulle hållas i Moskva, Ryssland. Tankian förnekade inte dessa rykten utan sade istället att han kunde tänka sig att återförenas med resten av bandmedlemmarna fast på ett villkor, nämligen att bandet skulle få sjunga om det armeniska folkmordet. Tankian kommenterade att "Eurovision skulle bli ett perfekt sätt att få fram detta budskap. Vi måste verkligen tänka igenom detta." Något uppträdande eller någon återförening skedde dock inte vid Eurovision Song Contest 2009. Tankian har vid senare tillfällen sagt att Eurovision förmodligen inte längre är aktuellt för bandet men att det ur ett politiskt perspektiv hade varit en bra idé att vara med där, även om det är förbjudet att ha politiska budskap i låtarna vid Eurovision Song Contest.
Den 31 oktober 2009 uppträdde Malakian, Dolmayan, Odadjian och Perez på Odadjians Halloweenfest på Roxy Theatre och de spelade bland annat System of a Down-låten "Suite-Pee" och Scars on Broadway-låten "They Say". Den 20 november samma år uppträdde Malakian, Odadjian och Dolmayan under Chi Cheng Benefit Show i Hollywood. Anledningen till detta var att få ihop finansiellt stöd åt Chi Cheng, tidigare basist i Deftones, som hade legat i koma sedan en bilolycka i början av november 2008. Tankian medverkade inte under konserten utan bidrog istället genom att auktionera ut signerade utgåvor av sin diktbok Cool Gardens, sitt debutalbum Elect the Dead samt en Elect the Dead-affisch. System of a Down-låtar som spelades under konserten var "Aerials" och "Toxicity".

### Återförening och oenigheter gällande ett potentiellt sjätte studioalbum (2010–2020)
Den 29 november 2010 meddelade System of a Down att de hade återförenats. Dolmayan beskrev den första tiden efter återföreningen som "konstig" och att han själv kände sig obekväm. Enligt Dolmayan dröjde det månader innan bandmedlemmarna kände att det var roligt att uppträda tillsammans igen. Deras första konsert tillsammans på nästan fem år ägde rum i Edmonton, Kanada den 10 maj 2011. Malakian, Odadjian och Dolmayan uppträdde på hyllningskonserten Linkin Park and Friends - Celebrate Life In Honor of Chester Bennington den 27 oktober 2017 på Hollywood Bowl i Los Angeles, Kalifornien till minne av Chester Bennington, som hade avlidit den 20 juli samma år.

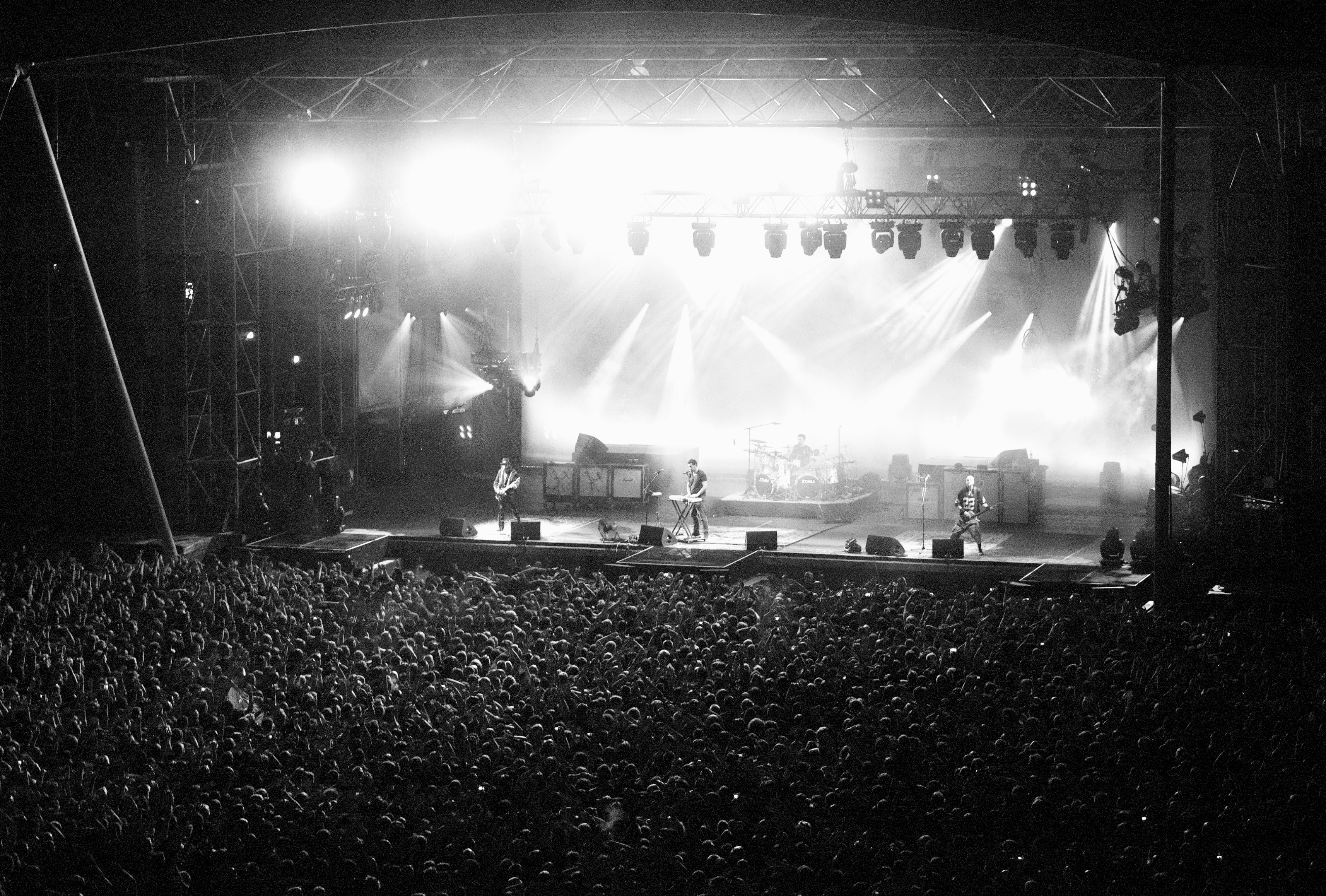
System of a Down under en konsert den 20 augusti 2013.

Under 10 års tid var det oklart om System of a Down skulle spela in nytt material tillsammans. Odadjian skrev den 20 maj 2013 på bandets Facebook-sida att han, Malakian och Dolmayan gärna ville släppa ett nytt album. Odadjian skrev även att det var Tankian som hindrade dem från att spela in nya låtar tillsammans och han ställde frågan om de resterande bandmedlemmarna skulle söka efter en ny sångare. Detta inlägg raderades kort därefter och ett officiellt uttalande lades istället ut, i vilket det stod att om System of a Down skulle spela in nytt material tillsammans skulle det göras med de medlemmar de hade i dagsläget. I juni 2013 sade Tankian att ett nytt album krävde att bandet hängivet arbetade med det under tre års tid, något han inte såg att han hade tid med vid tillfället. I juli 2014 uttryckte Dolmayan sitt missnöje över att System of a Down inte hade varit i en inspelningsstudio på över nio år och han sade att han själv gärna ville spela in nytt material med resten av bandet. Dolmayan förklarade att en av anledningarna till att System of a Down inte hade spelat in några nya låtar tillsammans var på grund av personliga anledningar. I november 2016 sade Dolmayan att System of a Down arbetade med ett nytt album och att de hade gjort så under de senaste sex månaderna. Vid tillfället fanns det 15 låtar som potentiellt kunde komma med på det nya albumet, men Dolmayan sade att dessa skulle låta annorlunda jämfört med tidigare låtar släppta av bandet. Den 2 juli 2017 sade Odadjian att ett nytt album med System of a Down inte fanns med i planerna inom en snar framtid, vilket även bekräftades av Malakian i maj 2018 och Tankian i augusti samma år. I december 2019 visade Tankian intresse för att lansera tidigare inspelat material med System of a Down, men enligt honom var de andra bandmedlemmarna inte övertygade om denna idé. I maj 2020 berättade Tankian att bandmedlemmarna hade skrivit låtar ett par år tidigare för ett potentiellt nytt album, men att de inte kunde komma överens om vilken musikalisk riktning de skulle ta.

### Nya låtar (2020–idag)
10 år efter återföreningen och 15 år efter att bandet lanserade sitt senaste studioalbum, Hypnotize, släppte System of a Down den 6 november 2020 en singel som innehöll låtarna "Protect the Land" och "Genocidal Humanoidz". Låtarna syftar till att väcka uppmärksamhet och ekonomiskt bistå Armenien och republiken Artsach/Nagorno-Karabach under kriget som rådde mellan republiken och Azerbajdzjan.
I januari 2023 lyfte Dolmayan återigen de oenigheter som bandmedlemmarna hade gällande ett potentiellt sjätte studioalbum. Enligt Dolmayan hade låtar skrivits för cirka fem år sedan som var redo att spelas in, men han menade på att Tankian inte visade något intresse för att genomföra studioinspelningarna.

## Musikstilar och influenser
System of a Down är ett band som gärna experimenterar med olika musikstilar. De brukar främst klassas som ett alternativt metalband, men de har även kategoriserats inom genrerna hårdrock, heavy metal, experimentell rock, nu metal, progressiv metal, progressiv rock, thrash metal, konstrock och avant-garde metal. Malakian sade i en intervju från 2005 att han inte tyckte att System of a Down enbart tillhörde en genre och i en intervju från 2003 sade han följande: "Vi är inte ett armeniskt band, vi är inte ett heavy metalband och vi är inte ett nu metalband. Vi är System of a Down. Folk verkar alltid vilja placera oss inom en viss kategori, men vi passar inte in i någon kategori. Vi är vad rockmusiken har utvecklats till." Malakian har även sagt att han inte tycker om vissa aspekter med gitarrspelandet inom nu metalgenren och att han var glad över att System of a Down inte hade fallit in under denna genre. Tankian har sagt att han tyckte att bandets musikaliska stil kunde jämföras med popmusiken vad det gällde arrangemanget och han ansåg inte att System of a Down var ett progressivt band. Tankian nämnde även att bandet lägger ned mycket tid på att få sin musik att låta som något som ingen har hört förut. Odadjian har sagt att han inte bryr sig om vilka System of a Down jämförs med och att de etiketter som vissa människor sätter på bandet inte har någon som helst effekt på deras musik.
System of a Downs låttexter har beskrivits som indirekta, skeva och dadaistiska. Tankian har sagt att han först skriver musiken till en låt för att sedan hitta ett tema eller en känsla denna musik vill förmedla. Därefter söker han främst bland de dikter han har skrivit tidigare för att få ihop låttexterna. System of a Down inkorporerar en varierande mängd instrument i sin musik såsom keyboard, elektrisk mandolin, elgitarr, akustisk gitarr, barytongitarr, 12-strängad gitarr, sitar och oud.
Malakian har sagt att han personligen har influerats av band såsom Wham!, The Beatles, Slayer, The Dead Boys, The Damned, Fleetwood Mac och Yes medan Odadjian och Tankian nämner Dead Kennedys, Bad Brains, Ozzy Osbourne, Black Sabbath, Metallica och Korn som inspirationskällor. Tankian har även influerats av jazzmusikerna Thelonious Monk, Chet Baker och Miles Davis. Dolmayan har blivit influerad av band och artister såsom Madonna, Lionel Richie, Kiss, Keith Moon, John Bonham, Stewart Copeland, Neil Peart och sin egen far, som var en saxofonspelare. Khachaturian har sagt sig blivit inspirerad av armenisk, grekisk och libanesisk musik samt Wolfgang Amadeus Mozart, Michael Jackson, Stevie Wonder, The Beatles, Pink Floyd, Björk, Metallica, The Prodigy, The Crystal Method, The Chemical Brothers och Underworld. Utöver dessa tidigare nämnda band och artister kan det även spåras influenser av Primus, Suicidal Tendencies och Frank Zappa i System of a Downs musikstil.

## Budskap, politik och religion

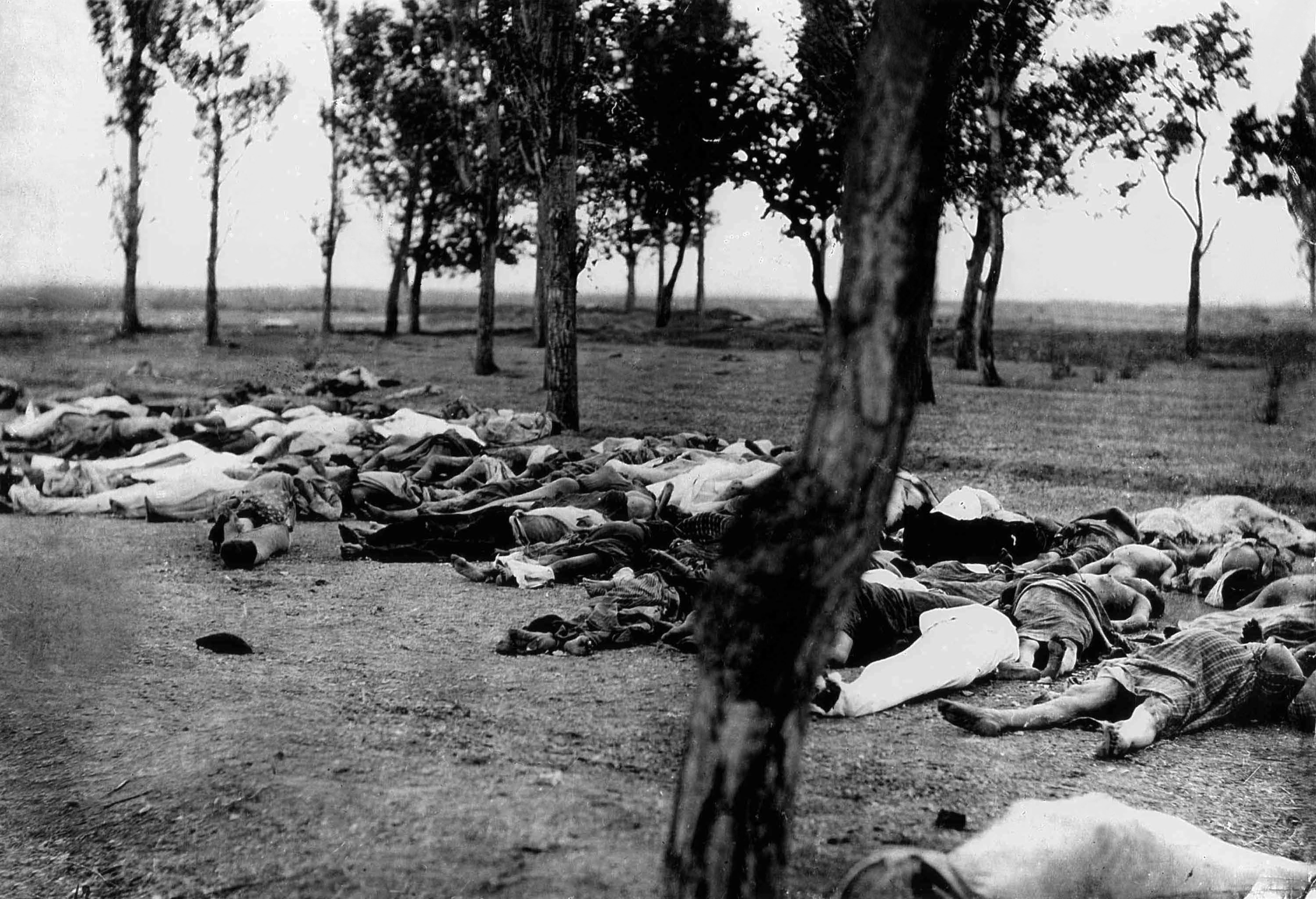
Det armeniska folkmordet har engagerat bandmedlemmarna starkt och inspirerat dem att skriva bland annat låtarna "P.L.U.C.K.", "Chop Suey!" och "Holy Mountains".

System of a Down agerar mycket i antipropagandasyfte inte minst vad gäller det kontroversiella armeniska folkmordet, då samtliga bandmedlemmar har haft släktingar som blev mördade i detta folkmord. Bandet har gjort ett aktivt val att aldrig hålla en konsert i Turkiet eftersom Turkiets regering hävdar att det armeniska folkmordet aldrig ägde rum. Tankian har sagt att om System of a Down skulle ha haft en konsert i Turkiet hade de varit tvungna att tala om det armeniska folkmordet, vilket hade fått dem fängslade. Tankian sade även att ifall bandmedlemmarna hade avstått från att tala om det armeniska folkmordet vid en möjlig konsert i Turkiet hade det varit hyckleri. I en intervju från 2015 nämnde Tankian att han hade ansökt om tillstånd från den turkiska regeringen för att System of a Down skulle få hålla en konsert i landet, men han fick aldrig något svar. Bandet medverkade 2006 i Screamers, vilket är en dokumentärfilm som fokuserar på det armeniska folkmordet, samt att bandmedlemmarna, med fokus på Tankian, medverkade i dokumentärfilmen Truth to Power (2021), vilken även den berör folkmordet. Tankian uppmanade USA:s dåvarande president Barack Obama att erkänna det armeniska folkmordet, vilket han var motvillig till att göra offentligt. När president Joe Biden den 24 april 2021 offentligt erkände det armeniska folkmordet tackade bandmedlemmarna i System of a Down honom kort därefter och benämnde erkännandet som en "oerhört viktig milstolpe mot rättvisa". System of a Down uppträdde 2015 på Wake Up the Souls-turnén som uppmärksammade att det var hundra år sedan det armeniska folkmordet ägde rum och den 23 april detta år höll bandet sin första konsert i Armenien någonsin.
Tankian har sagt att budskapet i System of a Downs låtar handlar om att bryta de sociala normer som finns i samhället och att förmedla känslomässiga upplevelser. System of a Down har öppet protesterat mot USA:s politiska inställning till krig. Låtarna "Temper", "A.D.D. (American Dream Denial)" och "Tentative" är exempel på antikrigslåtar medan "Boom!" och "B.Y.O.B." riktar stark kritik mot USA:s agerande under Irakkriget.
Bandmedlemmarna har ett flertal gånger dementerat ryktet om att System of a Down skulle vara ett politiskt band. Odadjian sade i en intervju från 1997 att System of a Down inte var ett politiskt band och Tankian kommenterade att han personligen var emot totalitarism, men att det inte gjorde dem till ett politiskt band. Odadjian har sedan dess upprepade gånger stått fast vid detta uttalande och sagt att bandet skriver om sådant som händer i dagens samhälle och att politik spelar en stor roll i människors liv, men att System of a Down även tar upp andra ämnen såsom sex, droger, livet och döden. Malakian sade i en intervju från 2003 att alla som hävdade att System of a Down var ett politiskt band inte hade lyssnat tillräckligt noga på bandets låtar och i en intervju från 2005 sade han att System of a Downs låtar mer förmedlar ett socialt budskap snarare än ett politiskt budskap. Tankian kommenterade i en intervju från 2000 att System of a Down inte var ett sociopolitiskt band och att de inte hade som avsikt att vara detta heller. Dolmayan hävdade i en intervju från 2020 att cirka 12 procent av System of a Downs låtar grundade sig i politik. Trots detta har System of a Down ansetts radikalisera unga lyssnare och bandmedlemmarna själva har sagt att de har "avvikande [politiska] åsikter [inom bandet]".
System of a Down tar upp ämnen såsom religion och mystik i bland annat låtarna "Science", "Tentative" och "Forest", där den senare har tolkats handla om Bibeln. Tankian har sagt att han "har samma religion som ett träd", vilket han förklarade bestod av den som USA:s ursprungsbefolkning har blandat med buddhism och transcendentala idéer. Malakian sade i en intervju att han ansåg att religion kan vara något underbart för en individ, men att han tyckte det blev problematiskt så fort religionen blev organiserad. Dolmayan har sagt att alla religioner är lika trovärdiga och att lärdomen om att religioner kräver att en människa måste mörda andra människor för sin egen överlevnad eller för att skydda landgränser enbart är baserad på rädsla.

## Medlemmar
| Nuvarande medlemmar - Serj Tankian – sång, keyboard, kompgitarr och sampling (1994–idag) - Daron Malakian – sologitarr och sång (1994–idag) - Shavo Odadjian – elbas och bakgrundssång (1994–idag) - John Dolmayan – trummor (1997–idag) | Tidigare medlemmar - Ontronik "Andy" Khachaturian – trummor (1994–1997, gästsångare under en konsert 1999) Studiomedlemmar - Arto Tunçboyacıyan – medverkande på Toxicity (2001) och Steal This Album! (2002) |

## Diskografi
| Studioalbum - 1998 – System of a Down - 2001 – Toxicity - 2002 – Steal This Album! - 2005 – Mezmerize - 2005 – Hypnotize Samlingsboxar - 2011 – System of a Down EP-skivor - 1999 – Sugar E.P. - 2000 – Limited Edition Tour CD - 2001 – More Toxicity - 2005 – Hypnotize Value Added | Singlar - 1998 – "Sugar" - 2001 – "Chop Suey!" - 2002 – "Toxicity" - 2002 – "Aerials" - 2005 – "B.Y.O.B." - 2005 – "Question!" - 2005 – "Hypnotize" - 2006 – "Lonely Day" - 2020 – "Protect the Land/Genocidal Humanoidz" |

## Utmärkelser
| År                                                         | Verk         | Tävling                 | Kategori                                                            | Resultat   |
| ---------------------------------------------------------- | ------------ | ----------------------- | ------------------------------------------------------------------- | ---------- |
| 1997                                                       | —            | Rock City Awards        | Best Signed Band                                                    | Vinst      |
| 1999                                                       | —            | Kerrang! Awards         | Best International Live Act                                         | Vinst      |
| 2002                                                       | "Chop Suey!" | Grammy Awards           | Best Metal Performance                                              | Nominering |
| 2002                                                       | "Chop Suey!" | MTV Video Music Awards  | Best Rock Video                                                     | Nominering |
| 2002                                                       | "Chop Suey!" | MTV Video Music Awards  | Best Editing in a Video                                             | Nominering |
| 2003                                                       | "Aerials"    | Grammy Awards           | Best Hard Rock Performance                                          | Nominering |
| 2003                                                       | —            | Kerrang! Awards         | Best International Band                                             | Nominering |
| 2003                                                       | —            | California Music Awards | Outstanding Group                                                   | Nominering |
| 2003                                                       | —            | American Music Awards   | Favorite Alternative Artist                                         | Nominering |
| 2005                                                       | —            | MTV Europe Music Awards | Best Alternative                                                    | Vinst      |
| 2005                                                       | —            | American Music Awards   | Favorite Alternative Artist                                         | Nominering |
| 2005                                                       | —            | Kerrang! Awards         | Best Band on the Planet                                             | Nominering |
| 2005                                                       | —            | Kerrang! Awards         | Best Live Band                                                      | Nominering |
| 2005                                                       | Mezmerize    | Kerrang! Awards         | Best Album                                                          | Nominering |
| 2005                                                       | "B.Y.O.B."   | Kerrang! Awards         | Best Single                                                         | Nominering |
| 2005                                                       | "B.Y.O.B."   | Kerrang! Awards         | Best Video                                                          | Nominering |
| 2005                                                       | "B.Y.O.B."   | MTV Video Music Awards  | Best Art Direction in a Video                                       | Nominering |
| 2005                                                       | Hypnotize    | Metal Storm Awards      | Best Alternative Metal Album                                        | Nominering |
| 2005                                                       | Mezmerize    | Metal Storm Awards      | Best Alternative Metal Album                                        | Vinst      |
| 2006                                                       | "B.Y.O.B."   | Grammy Awards           | Best Hard Rock Performance                                          | Vinst      |
| 2006                                                       | Mezmerize    | ECHO                    | International Rock/Alternative Male/Female Artist/Group of the Year | Vinst      |
| 2006                                                       | —            | MTV Europe Music Awards | Best Alternative                                                    | Nominering |
| 2007                                                       | "Lonely Day" | Grammy Awards           | Best Hard Rock Performance                                          | Nominering |
| "—" betecknar att det inte var något verk som nominerades. |              |                         |                                                                     |            |